# Porzeczka zwyczajna

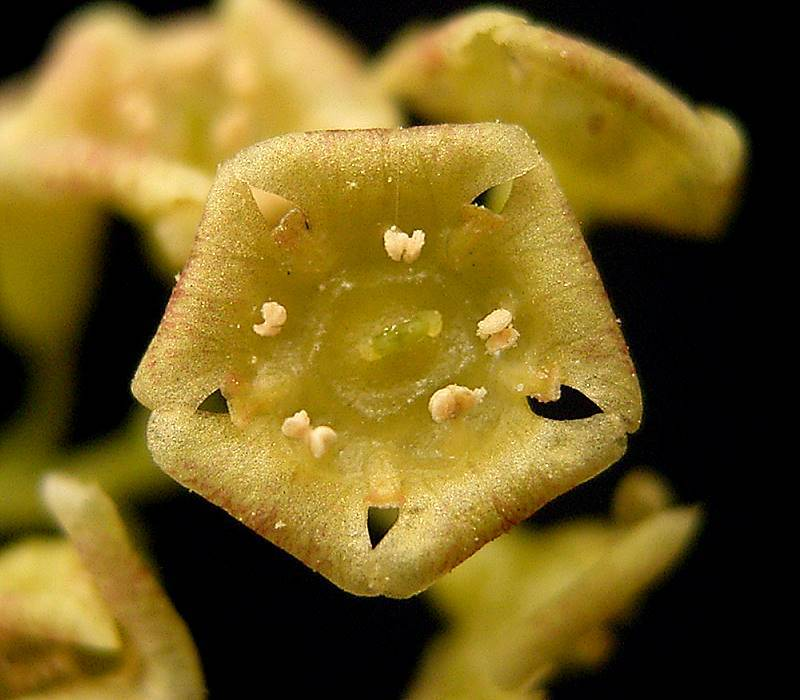
Kwiat

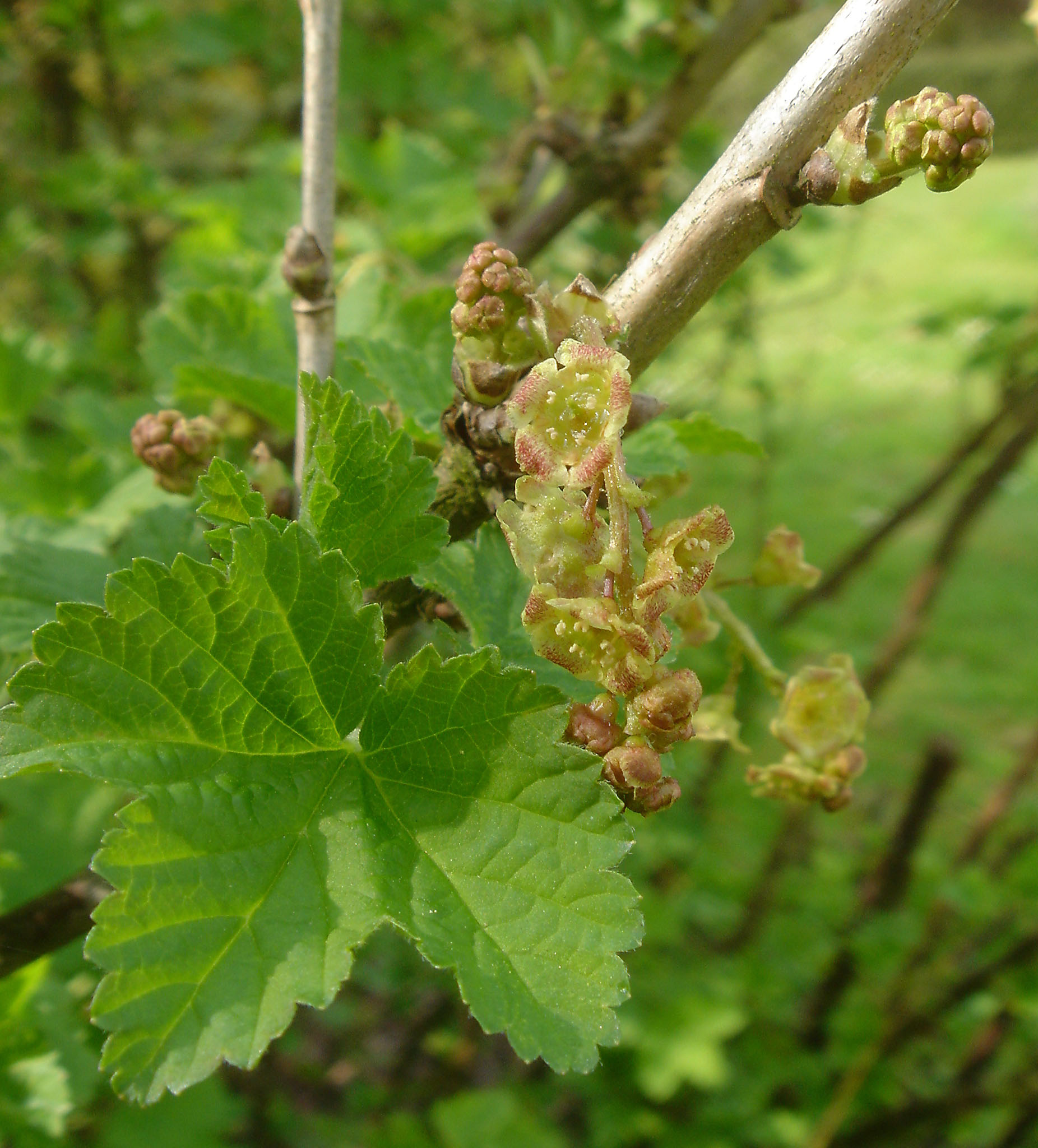
Pędy

Porzeczka zwyczajna, p. pospolita, p. czerwona (Ribes rubrum L.) – gatunek krzewu należący do rodziny agrestowatych (Grossulariaceae). Pochodzi z Europy Zachodniej, rozprzestrzenił się także w innych regionach. W Polsce gatunek uprawiany.

## Morfologia
PokrójWielopostaciowy krzew o wysokości do około 2 m, bez kolców.
ŁodygaGłówne pędy są smukłe, najczęściej szarobrązowe, z korą brunatną do ciemnobrunatnej, młode gałązki pod spodem owłosione.
LiścieSkrętoległe, szerokości do 12 cm, 3–5-klapowane. Środkowa klapa na szczycie zaostrzona. Klapy piłkowano-ząbkowane, na wierzchu początkowo owłosione, później łysiejące. Pod spodem jasnozielone, pokryte żółtawymi gruczołkami żywicznymi. Ogonek liściowy długości 2–5 cm, u nasady rozszerzony.
KwiatyObupłciowe, miseczkowate, płatki drobne, barwy od żółtawej, przez zielonkawobrązową do czerwonawej, zebrane w grona zwykle odstające, działki nagie.
OwoceJagody, małe, czerwone lub rzadziej różowawe, wielonasienne. Kwaśne w smaku.

## Biologia i ekologia
- Roślina wieloletnia, nanofanerofit. Kwitnie w kwietniu. Kwiaty równoczesne, zapylane przez błonkówki i muchówki[4]. Owoce dojrzewają w czerwcu-lipcu.
- Liczba chromosomów 2n= 16[5].
- Jest rośliną żywicielską larw motyla rusałki ceik[6].

## Zmienność
Gatunek jest bardzo zmienny, tworzy liczne formy i mieszańce międzygatunkowe. Przy powstawaniu odmian uprawnych porzeczek prawdopodobnie brało udział kilka dziko rosnących gatunków europejskich i zachodnioazjatyckich.
Tworzy mieszańce z porzeczką czerwoną i p. skalną.

## Zastosowanie
- Roślina owocowa: jest powszechnie uprawiana w licznych odmianach na plantacjach. Daje cenne owoce, nadające się do spożycia na świeżo lub do przetworów: galaretek, dżemów, win i soków. Oprócz typowych dla gatunku form krzewiastych uprawia się również formy szczepione na pniu, przeważnie na podkładce porzeczki złotej.
- Roślina ozdobna: sadzona w ogrodach i parkach jako roślina ozdobna.